# Dysdera pristiphora
Dysdera pristiphora là một loài nhện trong họ Dysderidae.
Loài này thuộc chi Dysdera. Dysdera pristiphora được Carlo Pesarini miêu tả năm 2001.